# Maurizio Antonetti
Maurizio Antonetti (1964 ) es un botánico italiano. Desarrolla actividades académicas en el Consejo para la Investigación y la Experimentación en Agricultura, de Pescia, Toscana. Además es jefe de investigación de la empresa privada Az. Agr. Meristema Srl.

## Algunas publicaciones

### Libros
- maurizio Antonetti. 2009. Una domenica a corte di re Travicello. Un compendio di paleoandrologia. Ilustró J. Lagatta. 6.ª edición de Trasciatti, 112 pp. ISBN 88-96574-00-5

- La abreviatura «Antonetti» se emplea para indicar a Maurizio Antonetti como autoridad en la descripción y clasificación científica de los vegetales.[3]